# Ursula Andress

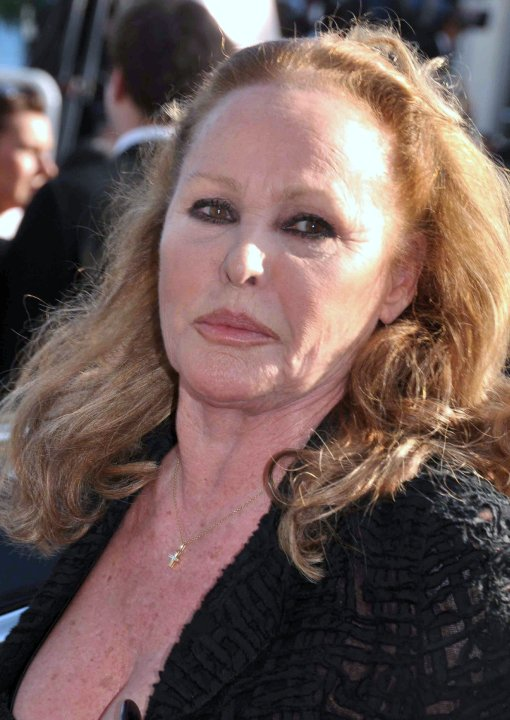
Ursula Andress, 2010

Ursula Andress (ur. 19 marca 1936 w Ostermundigen w kantonie Berno) – szwajcarska aktorka, była modelka i symbol seksu, która pojawiła się w filmach amerykańskich, brytyjskich i włoskich.
Jej przełomową rolą była dziewczyna Bonda Honey Ryder w pierwszym filmie o Jamesie Bondzie Doktor No (1962), za którą otrzymała Złoty Glob dla nowej gwiazdy roku. Później wystąpiła jako Vesper Lynd w parodii Bonda Casino Royale (1967). Inne filmy z jej udziałem to: Zabawa w Acapulco (1963), Czworo z Teksasu (1963),  Ona (1965), Błękitny Max (1966), Gwiazda Południa (1969), Góra boga kanibali (1979) i Zmierzch tytanów (1981).

## Życiorys

### Wczesne lata
Urodziła się w Ostermundigen w kantonie Berno w Szwajcarii jako trzecie z sześciorga dzieci Szwajcarki Anny i Rolfa Andressa, niemieckiego dyplomaty. Jej ojciec został wydalony ze Szwajcarii z powodów politycznych, a jej dziadek, projektant ogrodów, przejął rolę jej opiekuna. Ojciec zaginął podczas II wojny światowej. Ma brata Heinza i cztery siostry: Erikę, Charlotte, Giselę i Kàtey.
Do 16 roku życia chodziła do szkoły w Bernie i opanowała kilka języków, w tym francuski, niemiecki, język angielski i włoski. Studiowała sztukę w Paryżu przez rok, a następnie wyjechała do Rzymu, gdzie zajmowała się takimi pracami, jak nianie dzieci.

### Kariera
Zaczynała jako modelka w Rzymie i tam dostała pierwsze role we włoskich filmach. Zadebiutowała jako Astrid Sjöström w komedii Amerykanin w Rzymie (Un americano a Roma, 1954) u boku Alberta Sordiego. W komedii kostiumowej Przygody Casanovy (Le Avventure di Giacomo Casanova) z Gabriele Ferzettim w roli Casanovy pojawiła się jako pasażerka karety.
Stała się sławna po występie w pierwszym filmie o Jamesie Bondzie Doktor No (1962), gdzie zagrała dziewczynę Bonda Honey Ryder. Scena, kiedy jako Honey Ryder przy dźwiękach calypso wychodzi z morza w białym bikini, muszlami w rękach i zarzuca blond włosy na plecy, należy do najbardziej znanych w historii kina. Jej głos z powodu twardego akcentu dubbingowała w Doktorze No Monica Van Der Syl. Ten i następne filmy wykreowały ją na jeden z symboli seksu lat 60. W 1964 otrzymała Złoty Glob dla nowej gwiazdy roku - najbardziej obiecującej debiutantki. Do dzisiaj niektórzy uważają ją za pierwszą i najlepszą dziewczynę Bonda. W 1995 została umieszczona przez pismo „Empire” na liście „100 najseksowniejszych gwiazd filmu w historii”. W lutym 2008 została uznana za „Najlepszą dziewczynę Bonda wszech czasów” przez czytelników brytyjskiej gazety „Daily Mail”.
W komedii muzycznej Richarda Thorpe’a Zabawa w Acapulco (Fun in Acapulco, 1963) z Elvisem Presleyem wystąpiła jako dyrektorka hotelu Margarita Dauphin. John Huston zaangażował ją do roli Vesper Lynd w parodii Bonda Casino Royale (1967). W Stanach Zjednoczonych nazywano ją nową Marleną Dietrich, chociaż inni twierdzili, że jedyne, co łączy ją z Dietrich, to niemieccy przodkowie i nogi.
Wcieliła się w postać Józefiny de Beauharnais w komediodramacie Miłosne przygody Scaramouche (Le Avventure e gli amori di Scaramouch, 1975) z Michaelem Sarrazinem. W filmie przygodowym Kena Annakina Piąty muszkieter (The Fifth Musketeer, 1979) na motywach powieści Wicehrabia de Bragelonne Aleksandra Dumasa zagrała Luizę de La Valliere. Była Afrodytą w przygodowym filmie fantasy Zmierzch tytanów (Clash of the Titans, 1981). W westernie Siergieja Bondarczuka Czerwone dzwony - Meksyk w ogniu (Krasnye kolokola, film pervyj – Meksika v ogne, 1982) z Franco Nero w roli dziennikarza Johna Reeda zagrała rolę Mabel Dodge, zamożnej amerykańskiej mecenas sztuki, szczególnie związanej z kolonią sztuki w Taos. Wystąpiła potem jako Maria Antonina Austriaczka w komedii Jeana Yanne Wolność, równość, kapusta kiszona (Liberté, égalité, choucroute, 1985) z Michelem Serrault w roli Ludwika XVI. Powróciła na mały ekran jako Athalie w miniserialu NBC Piotr Wielki (1986), Madame Malec w operze mydlanej CBS Falcon Crest (1988) oraz jako czarownica Xellesia w telewizyjnym filmie przygodowym fantasy Fantaghiro 3 (1993) i Fantaghiro 4 (1994). W dramacie Matthew Barneya Cremaster 5 (1997) pojawiła się jako Królowa łańcuchów. W niemieckiej komedii Kazanie ptaka lub krzyk mnichów (Die Vogelpredigt oder Das Schreien der Mönche, 2005) zagrała postać Madonny.
Była na okładkach magazynów takich jak „Esquire” (w styczniu 1966 i lipcu 1967), „Paris Match” (we wrześniu 1964), „Playboy” (w listopadzie 1975, wrześniu i grudniu 1981) i „Maxim” (we wrześniu 1995).

## Życie prywatne
Andress stwierdziła, że straciła dziewictwo z aktorem Danielem Gélinem w 1953, kiedy miała 17 lat, a on 32. Spotykała się z Dennisem Hopperem i Jamesem Deanem po przeprowadzce do USA w 1955 i tego samego roku rozpoczęła romans z aktorem i reżyserem Johnym Derekiem, żonatym ojcem dwójki dzieci, który opuścił swoją żonę Pati Behrs i ich rodzinę, aby być z 19-letnią Andress. Derek i Andress pobrali się 2 lutego 1957 w Las Vegas, ale rozstali się w 1964 z powodu jej romansu z Ronem Elym, oficjalnie doszło do rozwodu 25 kwietnia 1966. W międzyczasie, w separacji, ale wciąż poślubiona Andress publicznie spotykała się z Johnem Richardsonem, jej partnerem z filmu Ona (1965), i Marcello Mastroiannim, jej partnerem z filmu Dziesiąta ofiara (La decima vittima, 1965).
W latach 1965–1972 Andress mieszkała z Jean-Paulem Belmondo, partnerem komedii przygodowej Człowiek z Hongkongu ( Les tribulations d'un chinois en chine, 1965). W latach 1973–1977 jej partnerem był Fabio Testi. W latach 1979–1983 była związana z aktorem Harrym Hamlinem, odtwórcą roli Perseusza w filmie Zmierzch tytanów (1981). Mają syna Dmitrija Alexandre’a (ur. 19 maja 1980 w Los Angeles).

## Filmografia
- 1954 Przygody Casanovy (Le Avventure di Giacomo Casanova)
- 1954 Amerykanin w Rzymie (Un Americano a Roma)
- 1955 La Catena dell'odio
- 1962 Doktor No – Honey Ryder
- 1963 Zabawa w Acapulco (Fun in Acapulco) – Maugerita Dauphin
- 1963 Czworo z Teksasu (4 for Texas) – Maxine Richter
- 1965 Koszmar w słońcu (Nightmare in the Sun) – żona
- 1965 Ona (She) – Ayesha
- 1965 Co słychać, koteczku? (What's New, Pussycat) – Alexandrine Pinardel
- 1965 Once Before I Die – Caroline Meredith
- 1965 Dziesiąta ofiara (La decima vittima) – Caroline Meredith
- 1965 Człowiek z Hongkongu (Les Tribulations d'un chinois en Chine) – Alexandrine Pinardel
- 1966 Błękitny Max – hrabina Kaeti von Klugermann
- 1967 Casino Royale – Vesper Lynd (007)
- 1969 Gwiazda Południa (The Southern Star) – Erica Kramer
- 1970 Szczęśliwy piątek (Perfect Friday) – Britt
- 1971 Samuraj i kowboje (Soleil rouge) – Cristina
- 1972 Pięciu przeciwko Koziorożcowi (Five Against Capricorn)
- 1974 Colpo in canna – Nora Green
- 1975 Miłosne przygody Scaramouche (Le Avventure e gli amori di Scaramouche) – Josephine De Beauharnais
- 1975 Africa Express – Madeleine Cooper
- 1975 Ostatnia szansa (L'Ultima chance) – Michelle Nolton
- 1976 Safari Express – Susan Stevenson
- 1976 Spogliamoci cosi senza pudor
- 1976 L'Infermiera – Anna
- 1978 Podwójne morderstwo (Doppio delitto) – księżna Dell' Orso
- 1978 Góra boga kanibali (La montagna del dio cannibale) – Susan Stevenson
- 1979 Dzikie łoża (Letti Selvaggi) – wdowa/spacerowiczka
- 1979 Piąty muszkieter (The Fifth Musketeer) – Louise de la Valličre
- 1981 Zmierzch tytanów (Clash of the Titans) – Afrodyta
- 1981–1990 Falcon Crest – madame Malec (1987–1988)
- 1982 Czerwone dzwony - Meksyk w ogniu (Krasnye kolokola, film pervyj – Meksika v ogne) – Mabel Dodge
- 1983 Manimal – Karen
- 1985 Wolność, równość i ...kiszona kapusta (Liberte, Egalite, Choucroute) – Maria Antonina
- 1986 Piotr Wielki (Peter the Great) – Athalie
- 1988 Klassäzämekunft
- 1989 Profesor i gwiazda (Il Professore – Diva) – Susy Kaminski
- 1989 Man Against the Mob: The Chinatown Murders – Betty Starr
- 1993 Fantaghiro 3 (Fantaghiro 3) – Xellesia
- 1994 Fantaghiro 4
- 1997 Cremaster 5 – Królowa łańcuchów

## Nagrody
- Złoty Glob Najbardziej obiecująca debiutantka: 1964 Doktor No